# Ofelia Zepeda
Ofelia Zepeda (Stanfield, Arizona, 1952) és una poeta i intel·lectual en tohono o'odham.

## Biografia
És professora de lingüística a la Universitat d'Arizona i és ben coneguda pels seus esforços en la preservació de la llengua i la promoció de l'alfabetització en llengua ameríndia. També és coneguda pel seu treball com a consultora i advocada en nom d'un nombre de llengües ameríndies. El seu llibre A Papago Grammar és el llibre de text estàndard que s'utilitza per a ensenyar la llengua o'odham. Fou estudianta de lingüística amb el professor de la Massachusetts Institute of Technology Ken Hale.
El 1999 va rebre una beca MacArthur. És la poeta llorejada de Tucson, Arizona. Des de fa diversos anys, ha treballat com a editora de nombroses revistes i col·leccions de llibres. El 2012, el seu llibre va ser prohibit a les escoles de Tucson.

## Obres
- When It Rains, Papago and Pima Poetry = Mat hekid o ju, 'O'odham Na-cegitodag (1982)
- A Papago Grammar (1983)
- Ocean Power: Poems from the Desert (1995)
- Home Places: Contemporary Native American Writing from Sun Tracks (1995)
- Where Clouds Are Formed (2008)
- Jewed 'i-Hoi / Riding the Earth (2009)

## Refearències
1. ↑  «Dr. Ofelia Zepeda». Arxivat de l'original el 2017-11-24. [Consulta: 1r desembre 2013].
2. ↑  Brenda Norrell. «Tucson schools bans books by Chicano and Native American authors».   narcosphere, 14-01-2012. Arxivat de l'original el 18 de gener 2012. [Consulta: 16 gener 2012].